# Burg Steinheim (am Lehrhof)
Die Burg Steinheim ist eine abgegangene Höhenburg und die zweite Burg der Herren von Steinheim im heutigen Steinheim an der Murr, Stadt im Landkreis Ludwigsburg in Baden-Württemberg.

## Lage
Errichtet wurde sie auf dem früher als „Der Schlossbuckel“ bezeichneten Schlösslesberg über dem tief eingeschnittenen Otterbachtal (einem Seitental der Murr). Sie lag somit im ehemaligen Gewann Löhern beim Lehrhof und dem abgegangenen Weiler Sigebotsbůch. Dies geschah wohl noch vor der Zerstörung der ersten Burg der Herren von Steinheim auf dem wenige hundert Meter entfernten Burgberg im ausgehenden Hochmittelalter.

## Geschichte
Da keinerlei archäologische Funde bekannt sind, lässt sich die Geschichte der Burg ausschließlich durch die einzige schriftliche Quelle rekonstruieren.
1269 wird in einer Vertragsurkunde von der Stammburg der Herren von Steinheim auf dem Burgberg zum ersten Mal berichtet, dass sie zerstört sei (in monte castri destructi). In derselben Urkunde wird schließlich auch die neue Burg des edelfreien Herren Berthold von Blankenstein und seiner Frau Elisabeth (geborene von Steinheim), zusammen mit dem wohl als Wirtschaftshof bei der Burg entstandenen Lehrhof erwähnt (curia in novo castro).
Willi Müller nahm an, dass die „Neue Burg“ im Zusammenhang mit der Zerstörung der anderen entstand. Der ehemalige Heimatpfleger der Stadt Steinheim Hans Dietl geht hingegen davon aus, dass Berthold von Blankenstein sich bereits mindestens zehn Jahre vor 1269 die neue, kleinere Burg erbauen ließ.

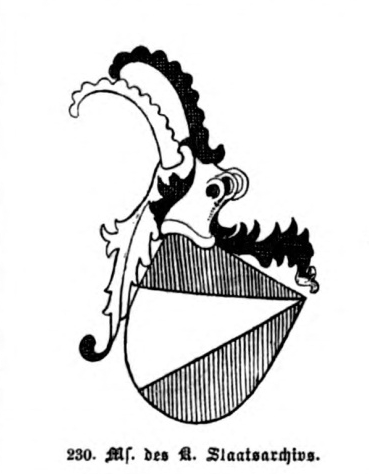
Wappen derer von Blankenstein

In Volkssagen und Akten wird die wohl bald nach Bertholds oder Elisabeths Tod (um 1280) abgegangene Burg noch ein paar mal genannt. So z. B. in einer Urkunde vom 28. Januar 1275: „Lo{e}hern domorum sub castro“ oder in einer Aussage aus dem Jahre 1553: „Es soll ein Edle fraw uff dem alten schloß plankenstein Beim Lehrhof gesessen“ sein. Aber auch in der Sage „Von den Bewohnern der Lehrhöfer Burg“, von der „die Alten“ erzählten, dass dort Raubritter gehaust haben sollen: „Eben weil die auf Raub ausgezogen seien, hätten sie ihre Burg auch so gut versteckt aufgebaut.“ Eine andere Sage handelt „von einer einsamen Burgfrau, die ganz allein noch lange im Schlößle gewohnt haben soll. Zuletzt sei es ihr aber doch zu einsam geworden, und sie sei in ein Kloster gegangen. Dort habe sie für die Sünden ihrer Ahnen büßen wollen Aus dem gleichen Grunde habe diese Burgfrau auch den Hartwald dem Kloster und […] sieben Dörfern gestiftet.“ Auch gibt es eine Sage über einen angeblichen „Schatz im Lehrhöfer Schlößchen“ und einen furchterregenden Hund (ein Pudel), der denselben bewacht haben soll.
In der „Chorographia“ des Geographen Georg Gadners von 1593 ist neben dem stilisierten Lehrhof noch deutlich die Ruine der abgegangenen Burg zu sehen. Gadner stellte die Burg mit einem runden Bergfried, Torhaus und Palas dar. Letzterer aber schon deutlich ruiniert und ohne Dach. In der nach dem Dreißigjährigen Krieg 1686 entstandenen Forstkarte als auch in der Lehrhöfer Ortsansicht des Andreas Kieser, ist diese Ruine nicht mehr zu sehen. Folglich müssen die Reste der Burg zwischen 1593 und 1686 größtenteils abgegangen sein.
In der Beschreibung des Oberamts Marbach von 1866 werden noch erhaltene Burggräben und Fundamente erwähnt.
Der Gemeindepfarrer Friedrich August Scholl ging in seiner Ortschronik von 1826, wie auch die Oberamtsbeschreibung von 1866, noch fälschlicherweise davon aus, dass die Burg auf dem Burgberg die neue Burg sei und die Burg beim Lehrhof die zerstörte Stammburg war. Dies konnte mit der archäologischen Erfassung der Ruinenreste der Burg auf dem Burgberg, während der Flurbereinigung in den 1970er Jahren widerlegt werden.